# Boskalis
Boskalis Westminster N.V. er en nederlandsk opmudrings- og sværgodsvirksomhed, der relaterer til byggeri og vedligehold af maritim infrastruktur. Virksomheden har en stor ejerandel i Smit International og de ejer Dockwise, en sværgodstransportvirksomhed.
I 2021 havde Boskalis ca. 10.250 ansatte og i alt 650 skibe fordelt på 75 lande. De havde i 2021 en omsætning på ca. 3 mia. euro.
Boskalis (Bos & Kalis) blev etableret som Johannes Kraaijeveld en van Noordenne i 1910 af Johannes Kraaijeveld ogd Eliza van Noordenne. I 1930'erne skiftede virksomheden navn til NV Baggermaatschappij Bos & Kalis da Gerrit Jan Bos, Wilhelm Bos, Egbertus Dingeman Kalis og Kobus Kalis tog over.